# Walter George Raymond Hinchliffe
Walter George Raymond Hinchliffe (Liverpool, 10 giugno 1884 – Oceano Atlantico, 13 marzo 1928) è stato un militare e aviatore britannico, asso del Royal Naval Air Service, e poi della Royal Air Force, durante la prima guerra mondiale, accreditato di 6 vittorie accertate e decorato con la Distinguished Flying Cross con Bar e la Air Force Cross.

## Biografia
Nacque a Liverpool il 10 giugno 1884, figlio di Richard George (1868-1942) e Florence Williams. Dopo aver compiuto gli studi primari e secondari si iscrisse alla facoltà di medicina dell’Università di Liverpool, dove entrò a far parte dell’Officers Training Corps, uscendone con la qualifica di dentista. Il 20 marzo 1912 fu promosso sottotenente e assegnato alla North Lancashire Brigade, West Lancashire Divisional Transport and Supply Columns (Territorial Army), Royal Army Service Corps. Dopo lo scoppio della prima guerra mondiale fu promosso tenente il 7 settembre 1914, venendo assegnato alla Royal Artillery dove rimase fino al 1916 quando fu trasferito al Royal Naval Air Service.
Effettuò la formazione come presso il campi d’aviazione di Redcar, Cranwell e Frieston ottenendo il brevetto di pilota presso il Royal Aero Club il 21 settembre 1916, dopo solo quattro ore di volo a bordo di velivolo Curtiss JN, entrando quindi in servizio come sottotenente pilota, assegnato dapprima come istruttore a Cranwell dove volò su velivoli BE.2C per undici mesi, totalizzando 1.250 ore di volo. A partire dal gennaio 1918 entrò in servizio come pilota da caccia presso il No.10 Royal Naval Air Squadron, allora dotato dei Sopwith Camel, conseguendo la sua prima vittoria aerea il 3 febbraio, quando abbatte un caccia Albatros D.V.
Quando il 1º aprile successivo fu costituita la Royal Air Force il No.10 Squadron fu ridenominato No.210 Squadron, e due giorni dopo egli abbatte un Albatros C. Conseguì la sesta e ultima vittoria il 19 maggio, quando distrusse un Albatros C ad Armentières. Il 20 maggio intercettò un bombardiere Gotha su Hazebrouck, ma il suo aereo venne colpito dal fuoco di risposta del bombardiere e si schiantò al suolo nei pressi della foresta di Nieppe. Rimasto gravemente ferito fu ricoverato in ospedale il 23 giugno, ma perse la vista dall’occhio sinistro, e dovette essere allontanato definitivamente dalla linea di volo già il giorno 28 dello stesso mese quando fu trasferito presso l’ospedale di Hampstead. Decorato con la Distinguished Flying Cross venne congedato definitivamente in data 13 maggio 1919, dopo 2.650 ore di volo.

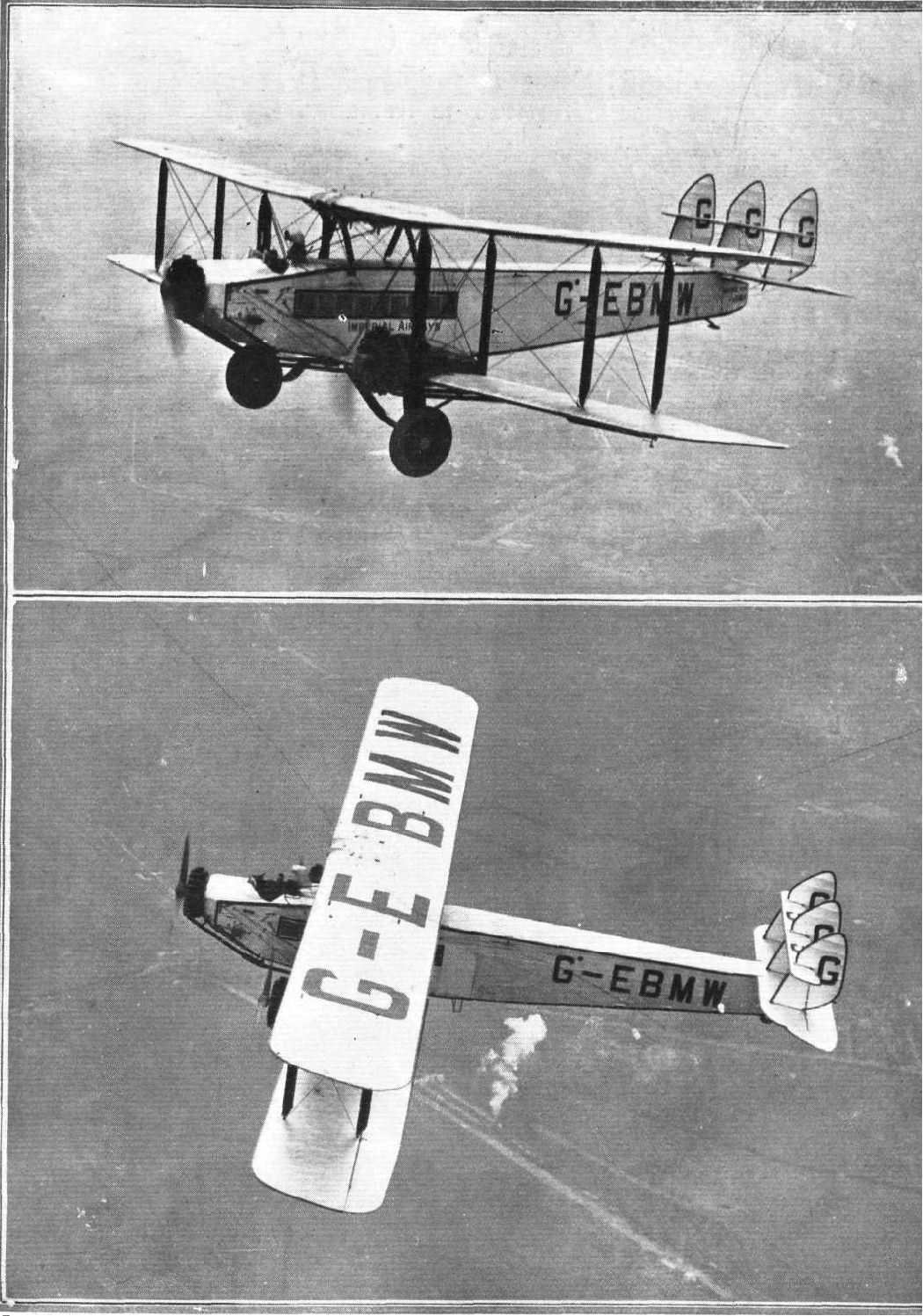
Il De Havilland DH.66 Hercules City of Cairo (G-EBMW) della Imperial Airways usato per il trasporto di posta e passeggeri sulla rotta aerea Londra-Il Cairo-Baghdad nel 1926.

Assunto dalla A.V. Roe di Blackpool volò in un pionieristico servizio aerotaxi con velivolo Avro 504, partecipando nel mese di agosto alla Eerste Luchtverkeer Tentoonstelling Amsterdam che si teneva sull’aeroporto di Amsterdam. Dopo aver effettuato sei voli turistici egli venne incolpevolmente coinvolto in un grave incidente a terra, causato dalla folla che si affollava vicino al suo aereo e che causò la morte di due persone e il ferimento di un'altra. Scagionato da ogni responsabilità rientrò in Inghilterra dove il 5 luglio 1920 avviò un servizio di trasporto della posta tra gli aeroporti di Londra-Croydon e Amsterdam-Schiphol, e il 30 settembre dello stesso anno fu assunto, in qualità di capo pilota, presso la compagnia aerea KLM, che utilizzava velivoli De Havilland DH.9. Nel marzo 1922 passò alla Daimler Airline che inaugurò un collegamento tra Croydon e Parigi-Le Bourget utilizzando velivoli de Havilland DH.34. Nel luglio 1923 si trasferì alla Instone Airline che utilizzava i DH.34 sui collegamenti da Londra per Danimarca, Germania, Paesi Bassi, Belgio, e Parigi. Dopo la fusione avvenuta con la Imperial Airways nel 1924 volò a bordo dei de Havilland DH.66 Hercules sulle rotte per l’Estremo Oriente. A quell’epoca aveva pilotato già quaranta tipi diversi di aeromobili, inclusi Avro, British Aerial Transport, Bleriot, Bristol F2B, Caudron, Curtis, De Havilland, Fokker, Grahame-White Boxkite, Handley Page, Nieuport, Pemberton-Billing Scout, Sopwith Camel, Sopwith Dolphin, Sopwith 1½ Strutter, Sopwith Pup, Vickers Vimy e Vickers Vulcan.
Nel settembre 1927 conobbe Charles A. Levine che tra il 5 e il 6 giugno, insieme a Clarence Chamberlin, aveva compiuto una trasvolata dagli Stati Uniti a Eisleben, Germania, con velivolo Bellanca WB-2 Columbia: Levine, entrato in contrasto con Chamberlin, cercava un sostituto per il viaggio di ritorno. Insieme a Levine progettò un viaggio da Londra a Karachi, Pakistan, che iniziò il 23 settembre 1927. una volta raggiunta Roma i due decollarono il 4 ottobre in direzione di Bucarest, ma l'aereo, a causa della scarsa manutenzione ebbe un incidente in fase di decollo rimanendo danneggiato. Abbandonata l'impresa, dopo un incontro con il Capo del governo italiano Benito Mussolini egli rientrò in Gran Bretagna mentre Levine ritornò negli Stati Uniti.

### Il tentativo di volo transatlantico
Per la sua reputazione impareggiabile fu scelto da Elsie Mackay per tentare insieme a lei di effettuare un volo transatlantico attraverso l'Oceano Atlantico. Figlia di James Mackay, 1º conte di Inchcape, presidente della Peninsular and Oriental Steam Navigation Company, aveva comprato un Stinson SM-1 Detroiter, che fu spedito via mare dagli Stati Uniti in Inghilterra a bordo del transatlantico Aquitania. Rimontato sul campo d’aviazione di Brooklands l’aereo, ribattezzato Endeavour, volò per la prima volta il 18 febbraio 1928.
Ai primi del mese di marzo il Daily Express scoprì ciò che il capitano Hinchliffe ed Elsie Mackay stavano preparando in gran segreto, effettuando voli di prova dalla base della Royal Air Force di Cranwell, alloggiando al George Hotel di Leadenham, nei pressi di Grantham. La storia fu messa a tacere dalla minaccia di azioni legali intraprese dalla Mackay, che non voleva che il padre, allora in Egitto, scoprisse ciò che intendeva fare. Il quotidiano Irish Times riferì che il 14 marzo 1928 Hinchcliffe e il capitano Joynson-Wreford si trovavano sul campo d’aviazione di Baldonnel una quindicina di giorni fa, e che da lì sarebbe partito il tentativo di trasvolata. 
Alle 08:35 del 13 marzo 1928 l'Endeavour decollò invece da Cranwell, nel Lincolnshire, con a bordo Elsie Mackay registrata sotto lo pseudonimo del capitano Gordon Sinclair. Circa cinque ore dopo, alle 13.30 il guardiano del faro di Mizen Head, sulla costa sud-ovest di Cork, in Irlanda, riferì di aver visto il monoplano sul paese di Crookhaven. Un piroscafo francese riferì di aver avvistato l’aereo in rotta per Terranova e da lì se ne persero le tracce. Una folla di 5.000 persone aspettò invano sull’aeroporto di Mitchel Field, a Long Island, l’arrivo dell’aereo. Nel dicembre dello stesso anno una ruota dell’aereo fu ritrovata sulla costa del Donegal, nel nord-ovest dell’Irlanda.

### Annotazioni
1. ↑  La sorella minore Gladys era nata in Germania nel 1897.
2. ↑  Il suo aereo era stato battezzato Allo Lil Bird
3. ↑  Per tutto il resto della sua vita portò una benda a copertura dell'occhio offeso.
4. ↑  In quello stesso anno sposò Emilie Galizien, una dipendente della KLM conosciuta mentre lavorava per la stessa compagnia.

### Fonti
1. 1 2 3 4 5 6 7 8  Franks 2003, p. 48.
2. 1 2 3  Hughes 2015, p. 194.
3. ↑  (EN) The London Gazette (PDF), n. 28602, 26 aprile 1912.
4. 1 2 3 4 5 6 7  Shores, Franks, Guest 1990, p. 195.
5. ↑   Aviators Certificates, in Royal Aero Club Year Book, 30 settembre 1918.
6. 1 2 3 4 5 6 7 8 9 10  Milner 2016, p. 7.
7. 1 2 3 4 5 6 7 8 9 10  Milner 2016, p. 8.
8. ↑   Allan Magnus, Great Britain - World War One, su Air Aces Homepage, 13 agosto 2001. URL consultato il 23 marzo 2015.
9. 1 2 3 4 5  Milner 2016, p. 9.
10. 1 2 3  Franks 2003, p. 49.
11. ↑   About Us : History, su The George Hotel, Leadenham, 2015. URL consultato il 23 marzo 2015 (archiviato dall'url originale il 2 aprile 2015).
12. ↑  Supplement to the London Gazette, 1 January 1919.

### Periodici
- John Milner, Una tragedia transatlantica, in Aerei nella Storia, n. 108, Parma, West-Ward Edizioni, giugno-luglio 2016,  pp. 7-9.